# David Bateson
David Bateson (nascido a 16 de abril de 1960) é um actor inglês, nascido na África do Sul. Ele é conhecido principalmente por dar a voz ao Agente 47, o protagonista da série de jogos Hitman criado pela produtora IO Interactive.

## Filmografia
- Den Enes Død (1994)
- Carl Th. Dreyer: My Métier (1995) (documentario)
- Kun en Pige (1995) – Correspondente
- Krystalbarnet (1996)
- Spoon River (1996)
- Another You (1997)
- Midnight Angels (1998)
- Debutanten (2002) (curta) - Bill
- Langt fra Las Vegas (2001–2003) – Irer
- A Royal Family (TV, 2003) – Narrator (versão inglesa)
- The Core (2005) (documentario) – Niels Bohr
- Hero of God (2006)
- Anna Pihl (TV, 1 episodio, 2008) – Mr.Reed
- Klovn (TV, 1 episodio, 2008) – Dave
- Disco Ormene (2008) – Voz
- Maj & Charlie (TV, 1 episodio, 2008) – Chef de fitness
- Aurum (2008) – Mark Boland
- Livvagterne (TV, 5 episodios, 2010) – Shane
- The Dark Side of Chocolate (2010) (documentario) - Narrador
- Borgen (TV, 2 episódios, 2010 - 2011) – Vozes adicionais
- The Micro Debt (2011) (documentary) - Narrador
- The Life and Death of Thomas Simeon (2011) – Narrador (voz)
- A Tribute to J. J. Abrams (2013) (curta) – Voz do Bouncer
- Taming the Quantum World (2013) (documentario) - Narrador
- Aftenshowet (TV, 2 episodes, 2013 - 2014) – Ele proprio
- Exodus: Humanity Has A Price (2014) – Comandante
- Monte Carlo Elsker USA (2014) – Orador
- Upstart (2014)
- Huldra: Lady of the Forest (2016) – Mike
- Digital Romance (2016) (curta) – Kane
- Bitter Grapes (2016) (documentario) - Narrator
- The Messenger (curta, 2018) – Narrador / Chefe
- Below the Surface (TV, 1 episodio, 2019) - Britisk nyhedsspeaker (voice)

### Filmes
| Ano  | Titulo                             | Papel                                               | Notas |
| ---- | ---------------------------------- | --------------------------------------------------- | ----- |
| 1994 | Prince of Jutland                  | Hother                                              |       |
| 1996 | Breaking the Waves                 | Young Sailor                                        |       |
| 2000 | Help! I'm a Fish                   | Commander Shark, General Crab                       | Voz   |
| 2002 | One Hell of a Christmas            | Tommy                                               |       |
| 2003 | Rembrandt                          | Stor Mand                                           |       |
| 2009 | Headhunter                         | Dr. Leipmann                                        |       |
| 2011 | Freddy Frogface                    | Bardini, Blacksmith, Carlo Androkles, Ole Antonioni | Voz   |
| 2011 | Sunshine Barry and the Disco Worms | Jimmy, Manager, Nature Speaker                      | Voz   |
| 2012 | Ivan the Incredible                | Butcher, Teacher, Grumpy Fisherman                  | Voz   |

### Jogos
| Ano  | Titulo                    | Papel              | Notas |
| ---- | ------------------------- | ------------------ | ----- |
| 2000 | Hitman: Codename 47       | Agent 47           |       |
| 2002 | Hitman 2: Silent Assassin | Agent 47, Agent 17 |       |
| 2004 | Hitman: Contracts         | Agent 47           |       |
| 2006 | Hitman: Blood Money       | Agent 47           |       |
| 2012 | Hitman: Absolution        | Agent 47           |       |
| 2016 | Hitman                    | Agent 47           |       |
| 2018 | Hitman 2                  | Agent 47           |       |
| 2020 | Lightmatter               | Virgil             |       |
| 2021 | Hitman 3                  | Agent 47           |       |

## Referencias
1. 1 2 3 4 5 6 7  «Behind the Voice Actors – David Bateson». Behind The Voice Actors. Consultado em 12 de setembro de 2019
2. ↑  «Lightmatter on Steam». store.steampowered.com (em inglês). Consultado em 7 de dezembro de 2019

## Ligacoes externas
- Official David Bateson website
- Verified Profile on IGDB.com
- David Bateson. no IMDb.